# Dasyhelea holosericea
Dasyhelea holosericea är en tvåvingeart som först beskrevs av Johann Wilhelm Meigen 1804.  Dasyhelea holosericea ingår i släktet Dasyhelea och familjen svidknott. Inga underarter finns listade i Catalogue of Life.